# Araneus fuscinotus
Araneus fuscinotus este o specie de păianjeni din genul Araneus, familia Araneidae. A fost descrisă pentru prima dată de Strand, 1908. Conform Catalogue of Life specia Araneus fuscinotus nu are subspecii cunoscute.